# Eustigmatales
Eustigmatales é uma ordem de microalgas unicelulares heterocontes fotossintéticas pertencentes à classe Eustigmatophyceae, que ocorrem em águas doces e salgadas e ainda na superfície de solos encharcados. A ordem inclui 13 espécies, repartidas por 9 géneros e 3 famílias.

## Descrição
Os membros da ordem Eustigmatales são organismos unicelulares cocóides ou formadores de colónias, morfologicamente semelhantes e filogeneticamente próximos das algas verde-amareladas (Xanthophyceae), das quais se distinguem pela presença de manchas oculares fora do cloroplasto. Apresentam parede celular e plastídeos com uma lamela equatorial. O retículo endoplasmático tem uma conexão com a membrana celular externa. O plastídeo possui um genóforo do tipo anel.
Os pigmentos plastídicos incluem clorofila a, violaxantina e vaucherioxantina.
Na fase reprodutiva as células apresentam dois flagelos, um voltado para frente e outro voltado para trás. As células apresentam quatro raízes microtubulares e uma raiz cinetossomal grande e listrada (rizoplasto).

## Taxonomia e sistemática
O agrupamento inclui as seguintes famílias e géneros:
- Eustigmataceae
  - Eustigmatos (=Vischeria )
  - Pseudostaurastrum
  - Chlorobotrys
- Pseudocharaciopsidaceae
  - Botryochloropsis
  - Pseudocharaciopsis
  - Pseudellipsoidion
  - Nannochloropsis
- Monodopsidaceae
  - Monodopsis
  - Pseudotetraëdriella